# Navigation à la vapeur sur la Volga

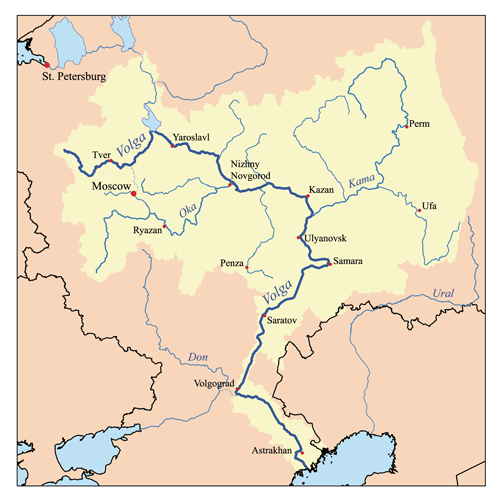
Carte du bassin versant de la Volga

La Volga est la plus longue rivière d'Europe et la principale artère commerciale dans le continent, où l'arrivée de la machine à vapeur a permis aux cargaisons d'être plus facilement déplacées. L'utilisation de bateaux à vapeur sur la Volga commence au cours de l'année 1821 et se développe par la création de la société à capitaux internationaux « Société de navigation à la vapeur sur la Volga » (en russe : Общество пароходства по Волге, Obchtchestvo parokhodstva po Volgué), dans les années 1860.

## Histoire

### Les bateliers de la Volga
Des dizaines de milliers de bateliers de la Volga, ont été employés dans le remorquage des bateaux sur la Volga et ses affluents, mais cette méthode de traction a disparu. Les chevaux étaient largement utilisés sur les trois systèmes de canaux, les bateaux à vapeur n'ayant commencé que dans les années 1840.

### Premiers paquebots
Le premier bateau à vapeur fait son apparition sur la Volga, en 1821, mais ce n'est qu'en 1845 que la navigation à vapeur commence à prendre de grandes proportions.
En 1843, Nicolas Ier accorde une licence à la société qui acquiert la première flottille de la Volga, active jusqu'à l'ère soviétique. Le premier bateau à vapeur Volga visite Samara en 1846.
Les premiers grands paquebots de type américain sont construits en 1872.